# Besthenahalli, Kolar
Besthenahalli là một làng thuộc tehsil Kolar, huyện Kolar, bang Karnataka, Ấn Độ.